# Alessandro Plizzari
Alessandro Plizzari (sinh ngày 12 tháng 3 năm 2000) là một cầu thủ bóng đá chuyên nghiệp người Ý chơi ở vị trí thủ môn cho câu lạc bộ tại Serie A, AC Milan và đội tuyển U20 quốc gia Ý.

## Sự nghiệp của câu lạc bộ
Plizzari là sản phẩm của học viện đào tạo thanh thiếu niên tại Milan, đã từng chơi cho cả đội U-17 và đội trẻ Primavera. Vào mùa hè năm 2016, anh được thăng lên đội chính với vai trò thủ môn thứ ba sau Gianluigi Donnarumma và Gabriel Vasconcelos, mặc dù anh đã không thể ra mắt trong mùa giải đầu tiên của mình và tiếp tục thi đấu cho đội primavera.

## Sự nghiệp quốc tế
Plizzari được gọi vào đội tuyển U20 Ý tham dự Giải vô địch bóng đá U-20 thế giới 2017 dưới sự quản lý của huấn luyện viên Alberigo Evani. Mặc dù anh là người mang áo số 1 nhưng vẫn là thủ môn thứ hai sau Andrea Zaccagno, anh đã giúp U20 Ý giành vị trí thứ ba khi kết thúc giải, kết quả tốt nhất từ trước đến nay của U20 Ý khi cản phá thành công 2 quả luân lưu trong loạt sút sau 120 phút hòa 0-0 trước U20 Uruguay

## Thống kê

### Câu lạc bộ
| Câu lạc bộ | Mùa       | VĐQG      | VĐQG | VĐQG | CQG  | CQG | Châu Âu | Châu Âu | Khác | Khác | Tổng cộng | Tổng cộng |
| Câu lạc bộ | Mùa       | VĐQG      | Trận | Bàn  | Trận | Bàn | Trận    | Bàn     | Trận | Bàn  | Trận      | Bàn       |
| ---------- | --------- | --------- | ---- | ---- | ---- | --- | ------- | ------- | ---- | ---- | --------- | --------- |
| Milan      | 2016–17   | Serie A   | 0    | 0    | 0    | 0   | –       | –       | –    | –    | 0         | 0         |
| Tổng cộng  | Tổng cộng | Tổng cộng | 0    | 0    | 0    | 0   | –       | –       | –    | –    | 0         | 0         |

## Danh hiệu

### AC Milan
- Siêu cúp bóng đá Ý: 2016